# NGC 4310
NGC 4310 је спирална галаксија у сазвежђу Береникина коса која се налази на NGC листи објеката дубоког неба.
Деклинација објекта је + 29° 12' 29" а ректасцензија 12h 22m 26,4s. Привидна величина (магнитуда) објекта NGC 4310 износи 12,4 а фотографска магнитуда 13,3. Налази се на удаљености од 9,7000 милиона парсека од Сунца. NGC 4310 је још познат и под ознакама NGC 4338, UGC 7440, MCG 5-29-74, CGCG 158-92, IRAS 12199+2929, PGC 40086.